# Faris Aznan
Faris Aznan es un deportista australiano que compitió en vela en la clase Tornado. Ganó una medalla de bronce en el Campeonato Mundial de Tornado de 2014.

## Palmarés internacional
| Campeonato Mundial | Campeonato Mundial | Campeonato Mundial | Campeonato Mundial |
| Año                | Lugar              | Medalla            | Clase              |
| ------------------ | ------------------ | ------------------ | ------------------ |
| 2014               | Perth (Australia)  | Medalla de bronce  | Tornado            |